# Stenogrammitis strangeana
Stenogrammitis strangeana là một loài dương xỉ trong họ Polypodiaceae. Loài này được Pic. Serm. Labiak mô tả khoa học đầu tiên năm 2011.